# Босоногие (еретики)
Босоно́гие (лат. nudis pedibus semper ambulantium — босыми ногами всегда ходящие) или экскалкеа́ты (лат. excalceati от лат. ex–calceo — «разувать, снимать обувь»), или гимнопо́ды (лат. gymnopodæ от др.-греч. γυμνός — «голый, нагой» + др.-греч. ποδός — «нога, ступня»)  — еретики конца IV — начала V века, описанные Филастрием в книге «Liber de Haeresibus» и Августином в книге «De Haeresibus ad Quodvultdeum Liber Unus»; у первого автора это 81 ересь, у второго автора  это 68 ересь. Согласно учению босоногих человек не должен пользоваться обувью, а ходить должен всегда босым; что и делали босоногие. Для обоснования своего учения босоногие приводили цитаты из Библии, это слова сказанные Богом Моисею при неопалимой купине: «И сказал Бог: не подходи сюда; сними обувь твою с ног твоих, ибо место, на котором ты стоишь, есть земля святая» (Исх. 3:5); слова, сказанные Архистратигом Силы Господни Иисусу Навину, перед взятием им Иерихона: «сними обувь твою с ног твоих, ибо место, на котором ты стоишь, свято» (Нав. 5:15); а также тот факт, что пророк Исайя ходил босиком (Ис. 20:2). Августин объясняет, что если бы эти люди ходили бы босиком ради воздержания тела, то он бы не стал их считать еретиками; но поскольку босоногие ложно толковали Священное Писание, то он их отнёс к еретикам. О численности босоногих Филастрий и Августин ничего не сообщают.
В более позднее время, в анонимном трактате, известном как «Предестинат» (лат. Praedestinatus — «предопределенные»), автор которого ссылается на Филастрия и Августина, данная ересь названа — гимноподарум  (лат. gymnopodarum от др.-греч. γυμνός — «голый, нагой» + др.-греч. ποδός — «нога, ступня»).